# Pankraz von Dietrichstein
Pankraz von Dietrichstein (* 1446; † 4. September 1508) war ein österreichischer Adeliger, Soldat und von 1480 bis 1497 Pfleger und Landrichter im Schloss Wolfsberg in Kärnten.

## Herkunft
Pankraz stammte aus dem Adelsgeschlecht der von Dietrichstein und war ein jüngerer Sohn des Georg von Dietrichstein auf Rabenstein († 1446) und der Elisabeth von Höffling.

## Leben
Pankraz verteidigte 1483 sein Stammhaus, Burg Dietrichstein bei Feldkirchen in Kärnten, lange gegen das Heer des ungarischen Königs Matthias Corvinus und übergab die Burg erst gegen das Versprechen, dass keine Feindseligkeit darin verübt werden solle. Er kämpfte 1492 angeblich auch in der Schlacht bei Villach, bei der 17.000 Türken getötet und gefangen worden sein sollen, die aber historisch nicht belegt ist. Pankraz kam 1471, 1487 und 1500 als Pfleger für das Hochstift Bamberg zu Hartneidstein vor. Von 1480 bis 1497 war er Pfleger und Landrichter im Schloss Wolfsberg.
Der spätere Kaiser Maximilian I. belehnte ihn und das ganze Geschlecht nach dem Aussterben der Schenken von Osterwitz 1506 mit dem Erbmundschenkenamt im Herzogtum Kärnten. Er starb kurz danach, am 4. September 1508.

## Familie und Nachkommen
Pankraz von Dietrichstein heiratete Barbara Gössl von Thurn und hatte mit ihr 5 Kinder, darunter die Söhne:
- Georg von Dietrichstein († 1512), unvermählt
- Franz von Dietrichstein, Stammvater der älteren Hauptlinie zu Weichselstädt und Rabenstein († nach 1548)
- Siegmund von Dietrichstein, Stammvater der jüngeren Hauptlinie zu Burg Hollenburg und Finkenstein († 1533)

| Personendaten    | Personendaten                    |
| ---------------- | -------------------------------- |
| NAME             | Dietrichstein, Pankraz von       |
| KURZBESCHREIBUNG | Landrichter im Schloss Wolfsberg |
| GEBURTSDATUM     | 1446                             |
| STERBEDATUM      | 4. September 1508                |